# Colonia Chauténco
Colonia Chauténco är en ort i Mexiko.   Den ligger i kommunen Acatlán och delstaten Hidalgo, i den sydöstra delen av landet, 110 km nordost om huvudstaden Mexico City. Colonia Chauténco ligger 2 186 meter över havet och antalet invånare är 939.
Terrängen runt Colonia Chauténco är kuperad åt sydväst, men åt nordost är den platt. Runt Colonia Chauténco är det tätbefolkat, med 476 invånare per kvadratkilometer. Närmaste större samhälle är Tulancingo, 10,3 km sydost om Colonia Chauténco. Omgivningarna runt Colonia Chauténco är en mosaik av jordbruksmark och naturlig växtlighet.